# 青森縣公安委員會
青森縣公安委員會（日语：／ Aomoriken kō'an-i'inkai */?）是由青森縣知事所轄，負責管理青森縣警察的行政委員會，由3名委員組成。

## 委員
- 委員長
  - 高畑紀子
- 委員
  - 今井高志
  - 成田晋

## 下部組織
- 青森縣警察

## 外部連結
- 青森県公安委員会 （页面存档备份，存于）